# Cantonul Étables-sur-Mer
Cantonul Étables-sur-Mer este un canton din arondismentul Saint-Brieuc, departamentul Côtes-d'Armor, regiunea Bretania, Franța.

## Comune
- Binic
- Étables-sur-Mer (reședință)
- Lantic
- Plourhan
- Saint-Quay-Portrieux
- Tréveneuc